# Liquore di mirto
Il liquore di mirto (licòre/-i de mirtu/murta in sardo, licòr di mortula in corso), detto semplicemente mirto o mirto rosso, è un liquore popolare, in Sardegna e in Corsica, ottenuto per macerazione alcolica delle bacche di  mirto o di un misto di bacche e foglie. Nell'accezione comune del termine, il liquore di mirto è ottenuto dalla macerazione di bacche pigmentate mature.
A questo tipo fa riferimento specifico il termine di mirto rosso, per la colorazione conferita dagli antociani delle bacche. Un tipo differente è il mirto bianco termine generico con cui si indica sia il liquore ottenuto dalla macerazione di bacche depigmentate sia quello meno comune ottenuto dalla macerazione delle foglie di giovani germogli. Quest'ultimo liquore ha caratteristiche organolettiche nettamente differenti dal liquore di mirto propriamente detto.
La denominazione ufficiale, adottata dalla Regione Sardegna e dall'associazione dei produttori, è quella di Mirto di Sardegna.

## Aspetti storici
Come per tutte le tradizioni popolari, le origini di questo prodotto sono antichissime. Il liquore ottenuto dalle sole bacche, o dalle bacche e le foglie, fa parte della tradizione popolare di Sardegna, in particolare la qualità rossa, ritenuta la più pregiata, mentre nella vicina Corsica il mirto, veniva usato solitamente come spezia per condire i prodotti di cacciagione. L'introduzione della preparazione del mirto in Corsica si ha per opera dei banditi di Gallura, che cercando riparo nell'isola vicina, portarono con sé e oltre mare il prezioso liquore, un tempo proibito da editti o pregoni. In tempi recenti e con il decreto-legge n. 173 del 1998, articolo 8, comma 1, il mirto di Sardegna è stato inserito nell'elenco ufficiale dei Prodotti Tradizionali.
Diverse fonti fanno risalire le origini di questo liquore alla tradizione popolare dell'Ottocento. Nelle famiglie si produceva il vino di mirto dalla macerazione idroalcolica delle bacche mature. Per la macerazione si utilizzava una miscela di alcool e acqua o, più probabilmente, acquavite e acqua oppure lo stesso vino. Al termine del periodo di macerazione all'estratto si aggiungeva zucchero o miele per dolcificarlo. Il prodotto era destinato all'autoconsumo. Di questa semplice ricetta sono citate delle varianti.

## Presupposti della trasformazione

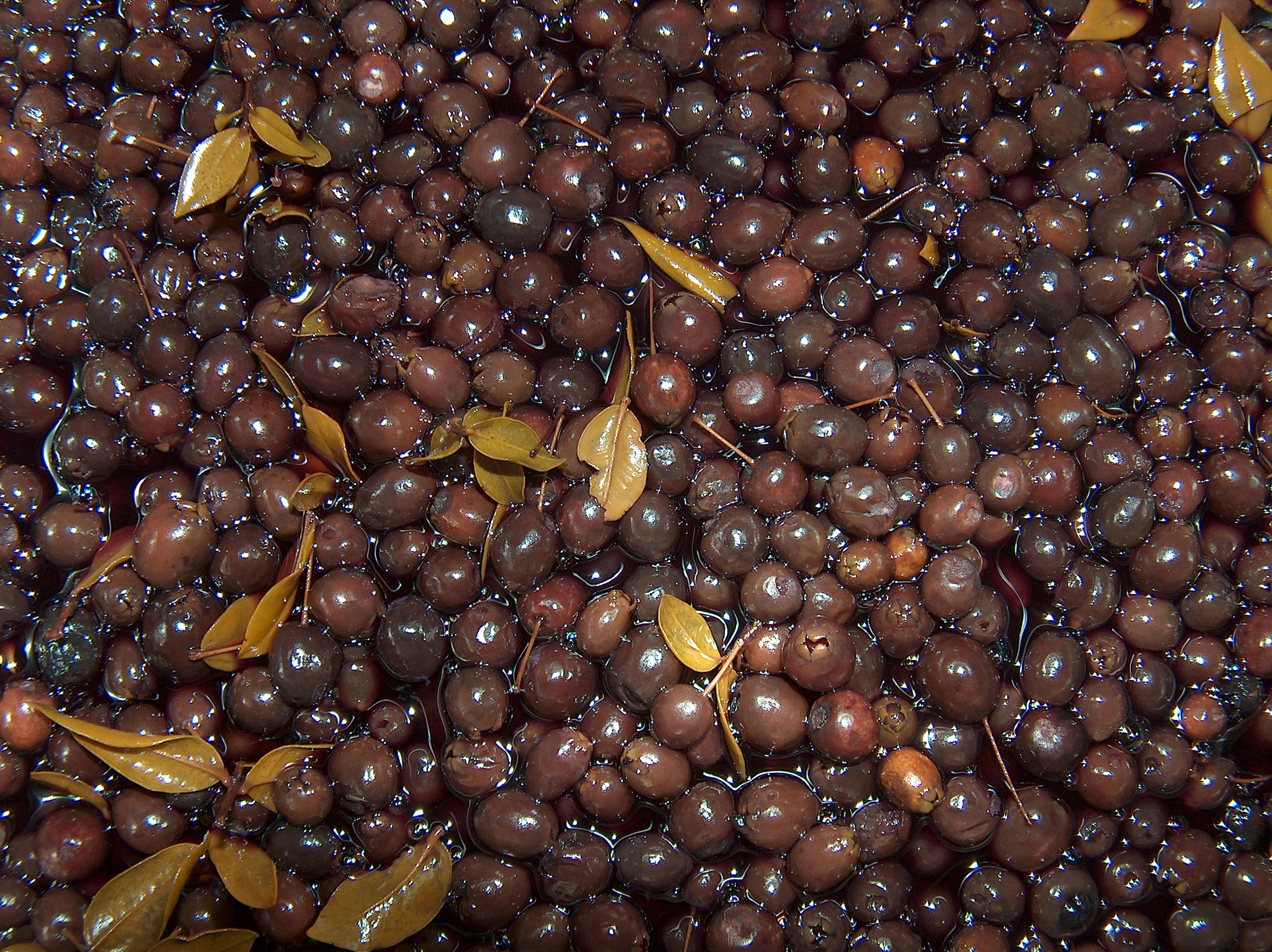
Bacche in macerazione

Le caratteristiche organolettiche del liquore si devono al passaggio in soluzione degli antociani presenti nella buccia delle bacche, che conferiscono la colorazione al liquore, dei tannini presenti nella polpa, responsabili del gusto astringente, e di composti volatili che conferiscono l'aroma.
Il processo d'invecchiamento, da alcuni mesi fino al massimo di un anno, è determinante sulle caratteristiche organolettiche del liquore in quanto sia gli antociani sia i tannini subiscono delle trasformazioni. Il liquore appena preparato in genere ha una colorazione molto scura, tendente al nero con riflessi marcatamente violacei, e un gusto astringente al palato. Dopo diversi mesi la colorazione si attenua e presenta riflessi che tendono al rosso rubino, il gusto è più armonico e vellutato con un'attenuazione dell'effetto astringente dei tannini. Dopo 1-2 anni le proprietà organolettiche degenerano, soprattutto in riferimento al viraggio della pigmentazione verso il bruno.
Il periodo migliore in cui gustare il liquore va dunque dagli 1-2 mesi dopo la preparazione, per chi apprezza la pigmentazione nero-violacea e il gusto astringente, ai 6-15 mesi per chi apprezza un liquore più amabile e vellutato.
Durante il periodo di maturazione in bottiglia può riscontrarsi la formazione di sospensioni, dovute ai tannini, che rendono torbido il liquore. Il fenomeno è negativo perché deprezza la qualità al senso della vista, tuttavia non influisce sulle altre proprietà organolettiche: una volta versato nel bicchiere, il liquore a contatto con l'aria riacquista la sua limpidezza.

## Preparazione casalinga

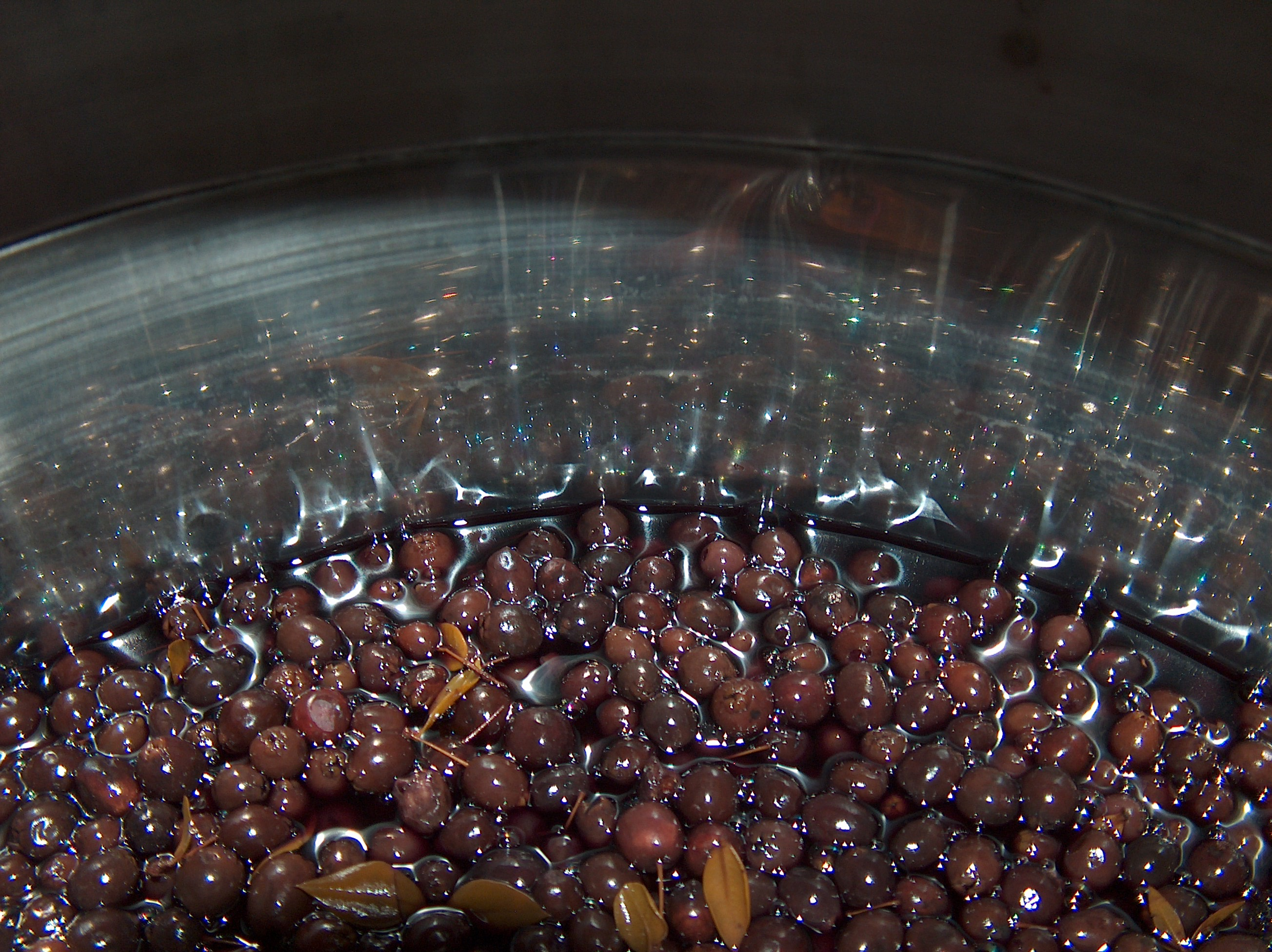
Macerazione in contenitore d'acciaio

Lo schema della preparazione casalinga prevede, in sequenza, l'infusione alcolica delle bacche mature per macerazione in alcool etilico a 95°, il recupero dell'estratto alcolico per sgrondatura ed eventuale torchiatura, l'aggiunta a freddo di sciroppo di zucchero o zucchero e miele, l'imbottigliamento e, infine, la maturazione.
Esistono diverse ricette per la preparazione del liquore, pertanto quella che segue è la descrizione di una delle possibili varianti. Le bacche appena raccolte vanno lavate accuratamente in modo da rimuovere la polvere e altre impurità. La presenza di foglie non è un fatto negativo, anzi, conferisce proprietà aromatiche in virtù dei principi attivi volatili contenuti nelle foglie.
Dopo il lavaggio si lasciano appassire le bacche per qualche giorno lasciandole stese in uno strato sottile al riparo dalla polvere. A questo punto si trasferiscono le bacche in contenitori di vetro scuro che andranno colmati con alcool etilico a 95°. La quantità di alcool da impiegare è importante: l'alcool deve appena sommergere completamente le bacche perché una quantità eccessiva fornirebbe un estratto povero di componenti. I contenitori si lasciano esposti alla luce per alcuni giorni, dopo di che vanno riposti in un luogo chiuso per tutto il periodo della macerazione, che deve durare complessivamente circa 40 giorni.

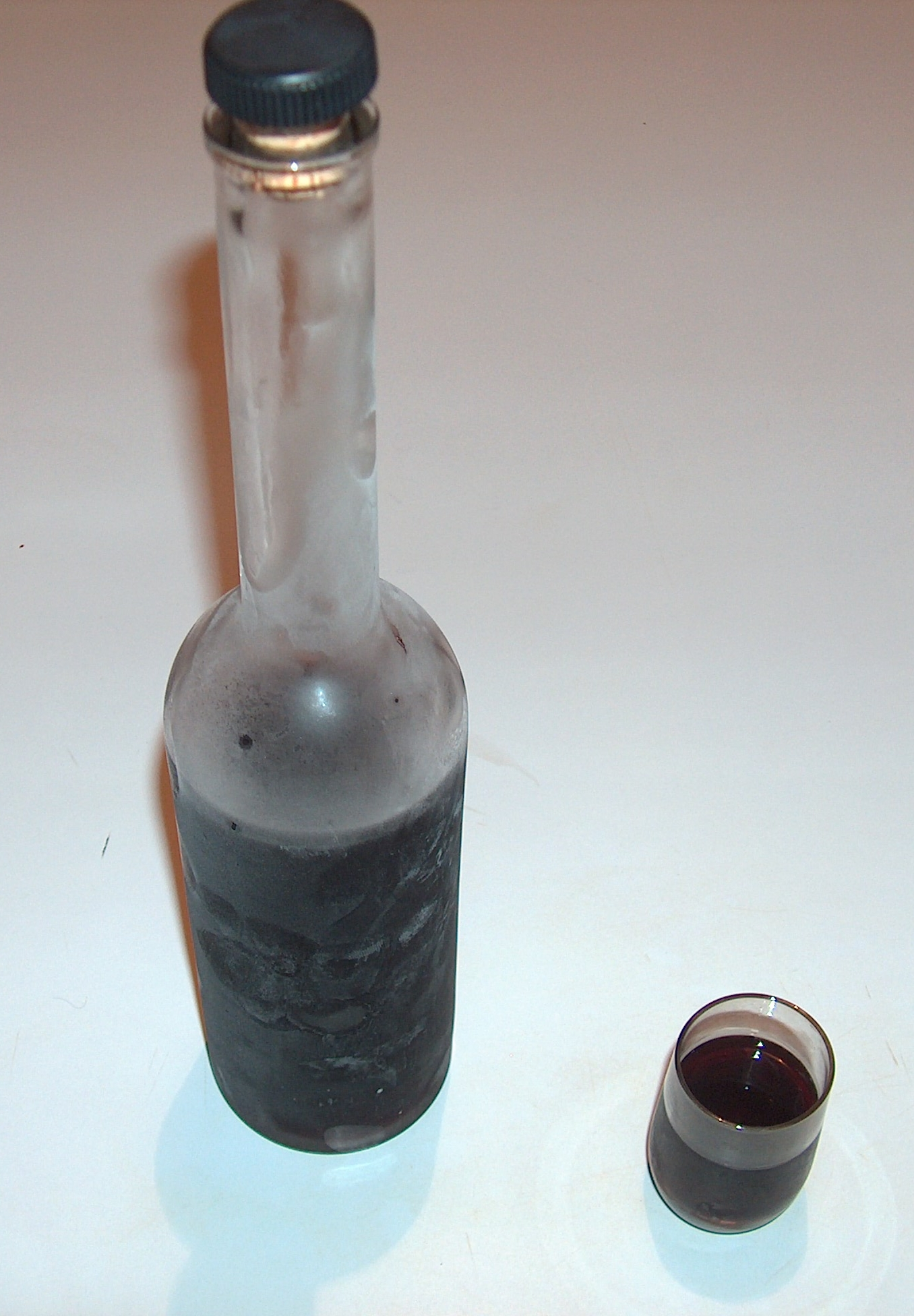
Liquore di mirto da preparazione casalinga in bottiglia lirica

Al termine della macerazione si recupera l'estratto facendo sgrondare le bacche. Con un piccolo torchio si può recuperare un ulteriore quantitativo di estratto per aumentare la resa, tuttavia se si forza eccessivamente la torchiatura si ottiene un liquore con spiccate proprietà tanniche, pertanto si deve scegliere un congruo compromesso fra resa e qualità. L'estratto va filtrato impiegando filtri in carta assorbente.
Nel frattempo si prepara uno sciroppo sciogliendo a caldo lo zucchero in una quantità adeguata di acqua. Si tratta della fase più delicata perché un piccolo errore può ripercuotersi in modo marcato sulle qualità organolettiche del prodotto finale. Il grado di densità dello sciroppo dipende dalla gradazione alcolica e dal grado di dolcificazione desiderati. Le ricette propongono in genere quantitativi medi in peso composti da 300 g di bacche, 300 g di alcool e uno sciroppo ottenuto sciogliendo 250 g di zucchero in 250 g d'acqua, tuttavia è più razionale operare in termini volumetrici facendo un saggio preliminare su un piccolo quantitativo: si prepara uno sciroppo con rapporto acqua e zucchero di 1:1 e si aggiunge a freddo all'estratto alcolico. I rapporti volumetrici fra sciroppo e alcool sono orientativamente i seguenti:
- per ottenere una gradazione alcolica del 30%: 65 ml di sciroppo aggiunti a 35 ml di estratto;
- per ottenere una gradazione alcolica del 34%: 60 ml di sciroppo aggiunti a 40 ml di estratto.

Queste indicazioni hanno solo valore orientativo perché per valutarle con esattezza sarebbe necessario determinare la gradazione di partenza dell'estratto alcolico. In ogni modo, una volta effettuato il saggio preliminare si valuta l'opportunità di preparare uno sciroppo più concentrato, se si desidera un liquore più dolce, oppure più diluito se si desidera un liquore più "amaro". Nella valutazione si deve prevedere che il processo di maturazione accentua il sapore dolce perché si attenua l'effetto astringente dei tannini. In ogni modo si tratta di valutazioni soggettive legate molto all'esperienza.
Una volta preparato, il liquore si travasa nelle bottiglie. Per l'imbottigliamento si utilizza in genere la classica bottiglia bordolese da 75 cl oppure la bottiglia lirica da 50 cl, preferibilmente in vetro scuro. Prima di consumare il liquore è consigliabile una conservazione di almeno 1 o 2 mesi per ottenere la maturazione. Durante la conservazione potrebbe essere opportuno effettuare un travaso o una seconda filtrazione per eliminare i sedimenti, ma spesso questa operazione non è necessaria. È del tutto inutile, invece, cercare di eliminare l'eventuale formazione di sospensioni fioccose dai riflessi chiari: si tratta di un fenomeno fisico-chimico che non può essere rimosso con la semplice filtrazione.

## Preparazione industriale
Nell'industria liquoristica lo schema della preparazione tradizionale è stato adattato a un processo industriale, in grado di operare su grossi quantitativi e applicare i controlli di qualità.
Le bacche, conferite da raccoglitori che attualmente esercitano la loro attività sulla vegetazione spontanea della macchia mediterranea, sono sottoposte a un lavaggio in acqua fredda per l'eliminazione delle impurità, dopo di che sono sottoposte al processo d'infusione. Questo avviene per macerazione in alcool all'interno di sili in acciaio.
Al termine della macerazione, si procede con la separazione dell'estratto alcolico dalla frazione solida. L'estratto alcolico è convogliato in altri sili, mentre la frazione solida è sottoposta a un lavaggio con acqua potabile per recuperare l'estratto che ancora impregna le bacche. L'estratto idroalcolico è convogliato nei sili in cui è contenuto il primo estratto.
Quello che si ottiene, denominato prodotto di massa, è un estratto idroalcolico con gradazione superiore al 50% e viene mantenuto tal quale nei sili di stoccaggio.
Le operazioni successive si effettuano alla fine sulle partite destinate all'imbottigliamento. Si procede innanzitutto all'addolcimento del prodotto di massa, in genere utilizzando zucchero o, come fanno alcune Case, zucchero e miele o solo miele, dopo di che si aggiunge acqua deionizzata fino a raggiungere il grado alcolico previsto. Segue la filtrazione e, infine, l'imbottigliamento generalmente in bottiglie in vetro scuro da 50 o 75 cl.
Il prodotto ha in genere una gradazione alcolica del 30% o del 32%. Alcune Case offrono però al mercato liquori con gradazione inferiore (28%) o superiore (35%).

## Tutela e valorizzazione
L'interesse che il mercato sta rivolgendo a questo liquore ha spinto alcune Case ad associarsi per tutelare e valorizzare il prodotto. Nel 1994 è stata istituita l'Associazione Produttori Mirto di Sardegna con i seguenti scopi: definire uno standard di produzione, di concerto con Centri di ricerca, definire un marchio di qualità, promuovere azioni di tutela.
L'attività si è concretizzata nel corso di poco più di un decennio con le seguenti azioni:
- Caratterizzazione del prodotto con uno standard basato sulle caratteristiche organolettiche e sulle caratteristiche fisico-chimiche della frazione aromatica.
- Definizione di un Disciplinare di produzione riferito alla materia prima, al processo di trasformazione e allo standard del prodotto.
- Istituzione di una commissione tecnica di controllo, formata da rappresentanti delle Università di Sassari e Cagliari e dei produttori, che si occupa dei controlli di conformità al Disciplinare sia sui processi di produzione sia su campioni delle partite destinate al commercio.
- Adozione della denominazione ufficiale Mirto di Sardegna.
- Inserimento del Liquore Mirto di Sardegna nell'elenco ufficiale dei Prodotti Tradizionali (Decreto Legge n. 173 del 1998, Articolo 8, Comma 1).
- Organizzazione di manifestazioni di convegni, esposizioni, iniziative di marketing.

Un ostacolo determinante alla valorizzazione e tutela del prodotto è il mancato riconoscimento del prodotto da parte della Commissione Europea. L'Associazione ha proposto la modifica al Regolamento UE n. 1576 del 1989. Il Regolamento comunitario disciplina le norme relative alla presentazione delle bevande spiritose e alla tutela delle denominazioni legate alla provenienza geografica. L'ultimo aggiornamento del regolamento risale al 1989 e l'Italia è proprio uno dei Paesi Comunitari che in passato si sono opposti a successive richieste di modifiche. L'azione in sede comunitaria è stata ostacolata proprio dal Ministro delle Politiche Agricole, Alimentari e Forestali, contrario a eventuali procedure di riapertura del Regolamento che avrebbero accolto anche richieste da parte di altri Paesi per prodotti concorrenti con bevande italiane già inserite nell'elenco.
Nel decennio a cavallo del 2000 il mercato delle bevande alcoliche mostra nel complesso un andamento negativo della domanda. Al contrario, la domanda del liquore di mirto è in controtendenza e registra una marcata crescita anche e soprattutto per la penetrazione del prodotto sia nel mercato nazionale sia in quello internazionale. Il successo del prodotto è comprovato anche dai tentativi d'imitazione e dall'adozione di processi che contrastano con le direttive e le finalità del Disciplinare di produzione e degradano l'immagine del prodotto. Il Disciplinare prevede infatti l'utilizzo di materia prima prodotta esclusivamente in Sardegna, la trasformazione in aziende site nel territorio regionale, l'adozione dell'infusione per macerazione, l'assoluto divieto d'impiego di additivi, con particolare riferimento ai coloranti.
Possibili frodi che violano il Disciplinare sono le seguenti:
- impiego di bacche o estratti di provenienza extraregionale;
- impiego di aromi naturali prodotti artificialmente o isolati da piante del genere Myrtus;
- impiego di additivi coloranti per integrare un basso tenore in antociani;
- estrazione per infusione alcolica in corrente di vapore.

## Utilizzo del prodotto
Per le sue proprietà, il Mirto di Sardegna s'inserisce fra i digestivi, pertanto va degustato dopo i pasti, anche se molte persone lo gradiscono anche come aperitivo. Il modo migliore di apprezzarlo è consumarlo ghiacciato, versato da bottiglie tenute in congelatore.
Alcune pasticcerie isolane lo usano nell'impasto di farcitura dei cioccolatini.